# 四明学派
四明学派，主要指中国南宋时期的一个儒家学术派别，学派活动区域近似于现在的浙江东部宁波（当时称明州）一带，是谓时“浙东学派”之主力之一。绍兴、宁波和台州地区有四明山脉，故该区域亦称“四明”或四明地区，学派以山得名。

## 学术思想
四明学派在学术思想上承陆九渊心学，以传授传播陆的学说为主。四明学派的学者办书院，集中讲学在今宁波月湖一带。

## 代表学者
明州淳熙四先生（舒磷、沈焕、杨简、袁燮）等。文天祥稱：“广平（舒磷）之学，春风和平，定川（沈焕）之学，秋霜肃凝。瞻彼慈湖（杨简），云间月澄；瞻彼洁斋（袁燮），玉泽冰莹。源皆从象山弟兄，养其气翳，出其光明”